# Buscate
Buscate település Olaszországban, Lombardia régióban, Milánó megyében. Lakosainak száma 4588 fő (2023. január 1.). Buscate Arconate, Castano Primo, Cuggiono, Dairago, Inveruno és Magnago községekkel határos.

## Népesség
A település népességének változása:
| Lakosok száma | 4822 | 4760 | 4750 | 4588 |
|               | 2013 | 2017 | 2018 | 2023 |